# Silent Circle
Silent Circle（サイレント・サークル）は暗号化通信を手がける企業で、携帯端末、デスクトップ、電子メールのための安全な、さまざまなOSに対応した通信サービスを提供している。2012年10月16日に設立された。2013年8月9日にLavabitの終了を受けて、暗号化電子メールサービスを終了することを発表した。

## 歴史
2011年11月、マイク・ヤンケが非公開かつ安全な種類のSkypeに関するアイデアをフィル・ジマーマンにもちかけた。ジマーマンはこのプロジェクトへの参加を決め、ヴィンセント・モスカリトロとPGP Corporationの共同設立者であるジョン・カラスに声をかけた。ヤンケはセキュリティ専門家のヴィック・ハイダーも招いて、ここに設立集団が創設された。
本社はメリーランド州ナショナルハーバーにあり、ロンドンに支社を置いている。

## 製品と機能
サイレント・サークル社の製品は携帯電話での通話、電子メール、テキストメッセージ、ビデオチャットの暗号化ができる。独自仕様のネットワークで結ばれたサーバーをカナダに設置している。
- Silent Phone: 携帯端末での音声通話とビデオ通信を暗号化する。現在iOSとAndroidに対応している。Wi-Fi、EDGE、3G、4G携帯電話を介して、世界中どこでも利用できる。VoIPを利用して、暗号化されたテレビ会議をウィンドウズパソコンで開くことができる。
- Silent Text: 文章を暗号化し、クラウドコンピューティング用のデータを安全に送受信する。端末から永久にメッセージを消去する"burn notice (焼却指令)"という機能もある。現在iOSとAndroidに対応している。
- Silent Phone for Desktop: フィル・ジマーマンが考案したZRTP技術により暗号化されたテレビ会議システム。高精細度ビデオ映像の送受信ができる。現在Windowsパソコンに対応している。
- Silent Mail: 自社の安全な非公開ネットワークで電子メールを暗号化するもので、主要な電子メールソフトと互換性がある。しかし、2013年8月9日、自身のサイトでSilent Mailのサービスを終了することを発表した。その理由を「不吉な前兆の予感がする」とし、電子メールデータの安全を確保することが不可能と感じたためとしている。[要出典]